# Аспа (Пермский край)
Аспа — село в составе Уинского муниципального округа в Пермском крае.

## Топоним
Название дано по местной речке.

## География
Село расположено в западной части округа, при реке Ключевка и автодороги 57К-0023, на расстоянии примерно 14 километров на запад по прямой от села Уинское. С запада примыкает посёлок Аспинский

## Климат
Климат умеренно континентальный. Зима продолжительная, снежная. Средняя температура января −17 °C. Лето умеренно тёплое. Самый тёплый месяц — июль. Средняя температура июля +25 °C. Образование устойчивого снежного покрова происходит в среднем во второй декаде ноября, продолжительность снежного покрова — 170 дней. Средняя из наибольших декадных высот снежного покрова за зиму составляет 59 сантиметров. Почва промерзает в среднем на глубину 68-76 сантиметров. Разрушение устойчивого снежного покрова приходится на конец второй декады апреля. Годовая сумма осадков составляет в среднем 557 миллиметров.

## История
Село известно с 1858 года. 
В 1861 году построена Михаило-Архангельская деревянная церковь. 
В советский период истории существовали колхоз «Буря Октября», с 1950 года — укрупнённый — им. Чкалова и, наконец, колхоз им. Калинина. Село до 2006 года было административным центром  Аспинского сельсовета, с 2006 по 2019 центром Аспинского сельского поселения Уинского района.  

## Население
| 2010 |
| ---- |
| 950  |

Постоянное население составляло 980 человек в 2002 году (99 % русские), 950 человек в 2010 году.

## Известные уроженцы, жители
- Зайцев, Василий Григорьевич (1905-1977) — советский военачальник, генерал-майор артиллерии, участник Великой Отечественной и советско-японской войн.

## Инфраструктура
Личное подсобное хозяйство с зоной сельскохозяйственного использования, индивидуальная застройка усадебного типа.
Основа экономики — сельское хозяйство.

## Транспорт
Остановка общественного транспорта «Аспа»